# Verwaltungsgemeinschaft Buch
Die Verwaltungsgemeinschaft Buch liegt im schwäbischen Landkreis Neu-Ulm und wird von folgenden Gemeinden gebildet:
1. Buch, Markt, 4292 Einwohner, 40,06 km²
2. Oberroth, 1013 Einwohner, 9,94 km²
3. Unterroth, 1119 Einwohner, 15,39 km²

Sitz der Verwaltungsgemeinschaft ist Buch.